# 恋愛WARS/恋心
「恋愛WARS/恋心」(れんあいウォーズ/こいごころ)は、Bitter & Sweetの3枚目のシングル。2015年2月11日にUP-FRONT WORKSから発売された。

## 概要
- 「Bitter & Sweet/インストール」「誰にもナイショ/月蝕」に続く3rdインディーズシングル。（田﨑あさひにとってはソロ時代から通算して5枚目の音楽ソフトで、5作連続で両A面シングルでのリリース。）
- 前2作が商品分類上CDつきDVDだったのに対し、本作より商品分類上の本体がCDとなった。（商品規格番号はUFCW-1095/6）これに伴い、オリコンの集計対象チャートもDVDチャートではなくCDシングルチャートになっている[3]。
- 前2作のミュージックビデオはYouTube上でアップフロントチャンネルで公開されてきたが[4]、本作のMV公開時よりBitter & Sweet公式チャンネルが開設された[5]。
- 「恋心」は田﨑あさひソロ時代からライブで披露してきた楽曲で、従来はピアノ一本での弾き語り曲として披露されてきたが、アレンジを一新してストリングスやバンドサウンドを加えて初めて音源化された[6][7]。また、ヴォーカルパートに関しても、Bitter & Sweetのレパートリーとして取り入れられて以来これまでは田﨑がリードヴォーカル、長谷川がハーモニーパートを担っていたが、新たに均等に歌割りがなされた[8]。
- 「恋心」のMV撮影で田﨑は長年乗れなかった自転車こぎに挑戦し、3日間の練習で乗れるようになった[9]。この様子はテレビ東京系「The Girls Live」で2015年2月12日にMV撮影風景として放送された[10]。
- 「恋愛WARS」は一人の男性を取り合う二人の女性の戦いが描かれた曲で、歌詞はメンバー二人それぞれを意識して書かれている。
- 本作の販売促進のため2015年1月18日から「ビタスイWARS」と題するインストアライブツアーを行った。このなかで2月9日タワーレコード新宿店でのイベントより先行発売された。インストアライブツアー「ビタスイWARS」ではスマートフォン・携帯電話によるライブイベント中の写真撮影・動画の録画が許可され、SNS・ブログやYouTubeなどで拡散することが奨励された[11]。

## 収録曲

### CD
1. 恋愛WARS
作詞：NOBE、作曲・編曲：michitomo
2. 恋心
作詞・作曲：山崎寛子、編曲：山崎寛子・菊谷知樹・泰誠
3. 恋愛WARS（Instrumental）
4. 恋心（Instrumental）

### DVD
1. 恋愛WARS（Music Video）
2. 恋心（Music Video）

## 参加スタッフ
アートワークスタッフ
- Music Video Director : Shoukon Paik
- Cinematography & Photography : Yusuke Ohki
- Lighting Technician : Kota Yoshimatsu
- Music Video Edit : Shiho Etori
- Hair & Make-up : Toshiya Ohta(太田俊哉)
- Stylist : Marie Tsuzuki
- Art Direction & Design : Paik Design Office
- Produced by Jet State

## 発売記念イベント「ビタスイWARS」
- 1/18（日） 日本特殊陶業市民会館 フォレストホール （愛知） 13:45〜 ※握手会のみ
- 1/18（日） タワーレコード名古屋パルコ店 （愛知） 18:30〜
- 1/23（金） ハロー!プロジェクトオフィシャルショップ 東京秋葉原店（東京） ①19:00〜 ②20:30〜
- 1/24（土） HMV札幌ステラプレイス （北海道） 12:00〜
- 1/24（土） ニトリ文化ホール （北海道） 16:15〜 ※握手会のみ
- 1/28（水） 蔦屋書店 長岡新保店 （新潟） 17:00〜
- 1/29（木） タワーレコード長崎店 （長崎） 17:00〜
- 2/06（金） タワーレコード郡山店 （福島） 18:00〜
- 2/07（土） タワーレコード仙台パルコ店 （宮城） 13:00〜
- 2/07（土） 仙台サンプラザホール （宮城） 17:15〜 ※握手会のみ

バレンタインスペシャルウィーク
- 2/08（日） イオンモール北戸田 （埼玉） 13:00〜
- 2/09（月） タワーレコード新宿店 （東京） 18:30〜
- 2/10（火） タワーレコード川崎店 （神奈川） 19:00〜
- 2/11（水・祝） イオンレイクタウン （埼玉） 13:00〜
- 2/12（木） タワーレコード横浜ビブレ店 （神奈川） 19:00〜
- 2/13（金） タワーレコード渋谷店 3F （東京） 18:30〜
- 2/14（土） イオンモール鶴見緑地 （大阪） 13:00〜
- 2/14（土） オリックス劇場 （大阪） 17:45〜 ※握手会のみ
- 2/15（日） オリックス劇場 （大阪） ①13:45〜 ②17:15〜 ③20:00〜 ※握手会のみ
- 2/16（月） イオンモール橿原 （奈良） 18:00〜

- 2/18（水） 蔦屋書店 長岡新保店 （新潟） 18:00〜
- 2/20（金） タワーレコード長崎店 （長崎） 18:00〜
- 2/21（土） タワーレコードアミュプラザ博多店 （福岡） ①13:00〜 ②15:00〜
- 2/23（月） ハロー！プロジェクトオフィシャルショップ 東京秋葉原店 （東京）
- 3/04（水） タワーレコード横浜ビブレ店 （神奈川） 19:00〜
- 3/09（月） 新星堂サンシャインシティアルタ店（東京） 18：30〜
- 3/12（木） アリオ川口 （埼玉） 19:00〜
- 3/14（土） 蔦屋書店 長岡新保店（新潟）①11:30〜　②16:00〜
- 3/19（木） ハロー！プロジェクトオフィシャルショップ 東京秋葉原店 （東京）
- 3/25（水） タワーレコード長崎店 （長崎） 17:00〜
- 3/29（日） パシフィコ横浜
- 4/02（木） 〔長谷川萌美バースデー記念インストアライブ〕ハロー！プロジェクトオフィシャルショップ 東京秋葉原店 （東京）
- 4/03（金） タワーレコード新宿店（東京） 19:00〜
- 4/12（日） 相模大野ステーションスクエア（神奈川） ①13:00〜　②15:00〜
- 4/24（金） 蔦屋書店長岡新保店（新潟）18:30〜
- 4/25（土） モラージュ菖蒲（埼玉）①13:00〜　②16:00〜
- 4/26（日） ららぽーと柏の葉（千葉）①14:00〜　②16:00〜
- 4/27（月） タワーレコード長崎店（長崎） 18：30〜

(公式サイト内イベントページより)